# 拉不查古墓地
拉不查古墓地，位于中国青海省贵德县河东乡王屯村，为青海省市县级文物保护单位，公布日期为1987年8月6日，类型为古墓葬。
拉不查古墓地的历史年代为青铜时代。